# 豊嶋亮太
豊嶋 亮太（とよしま りょうた、1995年12月27日 - ）は、日本のプロボクサー、元キックボクサー。福岡県糸島市出身。第42代日本スーパーウェルター級王者。第58代日本ウェルター級王者。第42代OPBF東洋太平洋ウェルター級王者。元WBOアジアパシフィックウェルター級王者。帝拳ボクシングジム所属。

## 来歴

### キックボクシング
5歳の頃から空手、小学3年生からキックボクシングを始めた。
2010年7月19日、プロキックボクシングデビュー。
2012年10月25日、RISING ROOKIE CUPミドル級優勝。

### プロボクシング転向

#### ウェルター級
高校3年生の時にボクシング転向。
2014年11月22日のプロボクシングデビュー戦は引き分け。半年後の試合でプロ初黒星。
2016年12月23日、ウェルター級新人王東軍代表として、西軍代表西原成紀を相手に4回2-0(40-36×2、39-37)判定勝ちで全日本新人王を獲得。
2021年1月16日、後楽園ホールでOPBF東洋太平洋ウェルター級王者長濱陸と対戦し、12回3-0(115-112、116-111、117-110)判定勝ちで王座獲得に成功。
2021年5月19日、後楽園ホールでWBOアジアパシフィックウェルター級王者の別府優樹と王座統一戦を行い、10回2分59秒KO勝ちを収め、OPBF王座は初防衛、WBOアジアパシフィック王座獲得に成功した。
2021年12月4日、後楽園ホールでOPBF同級5位、WBOアジアパシフィック同級4位の坂井祥紀と対戦し、12回3-0判定勝ちを収めOPBF王座は2度目の防衛、WBOアジアパシフィック王座の初防衛に成功した。
2022年8月6日、後楽園ホールでアダム・ディウ・アブドゥルハミドと対戦し、5回37秒TKO勝ちを収め2度目の防衛に成功した。
2023年1月14日、後楽園ホールで佐々木尽と対戦し、初回1分56秒TKO負けを喫し3度目の防衛に失敗、王座から陥落した。
2023年11月4日、後楽園ホールで日本ウェルター級最強挑戦者決定戦として日本ウェルター級2位の石脇麻生と対戦し、8回2-0（76-76、77-75、78-74）の判定勝ちを収め王者の坂井祥紀への挑戦権を獲得した。
2024年5月4日、後楽園ホールで日本ウェルター級王者の坂井祥紀と再戦し、10回2-1（96-94×2、94-96）の判定勝ちを収め王座を獲得した。

#### スーパーウェルター級
2024年6月25日、減量苦に伴うスーパーウェルター級転向を理由に日本ウェルター級王座を返上した。
2024年11月21日、後楽園ホールで日本スーパーウェルター級最強挑戦者決定戦として日本同級1位の左右田泰臣と対戦し、8回3-0（80-72×3）の判定勝ちを収め王者の出田裕一への挑戦権を獲得した。
2025年4月8日、後楽園ホールで行われたFUJI BOXING DIAMOND GLOVEで、日本スーパーウェルター級王者の出田裕一と対戦し、レフェリーストップによる4回2分11秒TKO勝ちを収め王座獲得に成功、日本王座2階級制覇を達成した。

## エピソード
OPBF東洋太平洋王座初挑戦では髪をピンクにした。

## 戦績
- キックボクシング：5戦2勝1敗2分
- プロボクシング：25戦21勝（12KO）3敗1分

## 獲得タイトル
- プロキックボクシング
  - 2012年RISING ROOKIES CUP ミドル級 優勝
- プロボクシング
  - 全日本ウェルター級新人王
  - 第42代OPBF東洋太平洋ウェルター級王座（防衛1）
  - WBOアジアパシフィックウェルター級王座（防衛2）
  - 第58代日本ウェルター級王座（防衛0=返上）
  - 第41代日本スーパーウェルター級王座（防衛0）